# Akio Yashiro
Akio Yashiro (japanisch 矢代 秋雄 Yashiro Akio; * 10. September 1929 in Tokio; † 9. April 1976 in Yokohama) war ein japanischer Komponist.

## Leben
Bereits ab 1940 bekam er Kompositionsunterricht bei Saburō Moroi. Dann studierte er an der Tōkyō Ongaku Gakkō Musiktheorie und Komposition bei Saburō Moroi, Kunihiko Hashimoto, Yujiro Ikeuchi und Akira Ifukube sowie Klavier bei Noboru Toyomasu, Leonid Kreutzer und Kiyo Kawakami. 1949 schloss er seine Kurse ab und graduierte 1951.
Zusammen mit Toshiro Mayuzumi ging er ins Ausland und studierte – aufgrund eines Stipendiums der französischen Regierung – am Conservatoire National Superieur in Paris bei Nadia Boulanger, Tony Aubin und Olivier Messiaen. Im Fach Harmonielehre bekam er einen ersten Preis und erreichte in den anderen Fächern Kontrapunkt, Fuge sowie Klavierbegleitung hervorragende Noten.
Nachdem er 1956 nach Japan zurückgekehrt war, wurde sein bereits in Frankreich komponiertes Streich-Quartett erfolgreich uraufgeführt und mit dem 8. Mainichi Musikpreis ausgezeichnet. Sein Klavierkonzert (1964–1967) wurde gar mit zwei Preisen gekrönt, dem 16. Otaka-Preis und dem 21. National Art Festival Award.
1968 war er zunächst Assistenzprofessor an der Tōkyō Geijutsu Daigaku (der Nachfolgeinstitution seiner Alma Mater) sowie an der Tōhō Gakuen Daigaku und wurde 1974 zum ordentlichen Professor berufen.
Seine Kompositionen stehen stilistisch zwischen Maurice Ravel und Henri Dutilleux.

## Werke

### Werke für Orchester
- 1951 Symphoniestück pour orchestre
- 1958 Symphonie pour grand orchestre
  1. Prelude: Adagio - Moderato
  2. Scherzo: Vivace
  3. Lento
  4. Adagio - Allegro Energico
- 1960 Concerto pour violoncelle et orchestre
- 1964–1967 Concerto pour piano et orchestre
  1. Allegro Animato
  2. Adagio Misterioso
  3. Allegro - Andante - Vivace Molto Capriccioso

### Werke für Blasorchester
- 1972 Festival de neige: ouverture de fête pour grand orchestre d’harmonie

### Kammermusik
- 1946 Sonate pour violon et piano
- 1948 Trio pour violon, violoncelle et piano
- 1955 Quartor à cordes
  1. Adagio ma non troppo
  2. Prestissimo, un poco misterioso ma scherzando
  3. Andante espressivo
  4. Allegro giocoso
- 1958 Sonate pour 2 flûtes et piano

### Klaviermusik
- 1947 Nocturne
- 1951 Suite classique pour piano a 4 mains
  1. Sicilienne
  2. Bourrée
- 1961 Sonate pour Piano
  1. Agitato
  2. Toccata
  3. Thème et Variations

### Chormusik
- 1964 Christmas Carol

### Filmmusik
- 1968 Das Mädchen Nanami (Hatsukoi: Jigokuhen)
- 1969 Aido